# کن (بازیگر ژاپنی)
کن (انگلیسی: Kenn; ۲۴ مارس ۱۹۸۲ – ) بازیگر، صداپیشه، و خواننده اهل ژاپن بود.